# Андокід
Андокід (грец. Ἀνδοκίδης; 440 до н. е. —391 до н. е.) — афінський політик, логограф і красномовець. Зараховується до канону 10 ораторів.

## Життєпис
Походив з впливового афінського роду Кериків. Про його батьків мало відомостей. Здобув гарну освіту, увійшов до гетерії олігархів на чолі із Евфілетом. Був вплутаний до справи щодо образи містерій й пошкодження герм у 415 до н. е. Зміг врятуватися від страти завдяки виступу на боці звинувачення (промова «Проти Алківіада») та наданню свідчень проти інших звинувачених. Проте Андокід повинен був піти у вигнання.
Внаслідок вигнання фінансовий став його погіршився, оскільки він не мав можливості користуватися своїми володіннями в Аттиці. Андокід перебирався на Кіпр, де успішно займався торгівлею, став судновласником. Цьому сприяли дружні зв'язки, що здавна існували між його родиною і впливовими родинами в різних грецьких містах. Особливо багатьом він був зобов'язаний македонському царю Архелаю і Евагору I, царю міста Саламіна на Кіпрі. Перший дозволив йому в будь-якій кількості рубати і вивозити з Македонії колоди для весел, другий надав йому притулок і обдарував землею.
У 411 році до н. е. намагався повернутися, підтримавши демократів на Самосі. Після цього надав засобу для відновлення афінського флоту. Проте в Афінах відбувся заколот внаслідок чого до влади прийшла Рада Чотирьохсот (олігархів). Андокіда, що не знав про це, по прибуттю до Афін було арештовано. Від смерті його врятувало віднволення демократії. Але не скасовано його вигнання. Тому Андокід знову повертається до Кіпру.
У 407 році до н. е. Андокід повторив свою спробу. Приплив в Афіни, він домігся дозволу виступити перед Радою і народними зборами. На секретному засіданні Ради він обіцяв надати афінському державі допомогу в організації хлібних транспортів з Кіпру. На цей час приходить його відома промова «Про повернення» та «Про містерії». Але не мав успіху.
У 403 до н. е. після загальної амністії зумів зрештою перебратися до Афін. Тут він намагався брати участь в суспільному житті (401 року до н. е. був гімнасіархом під час Гефестій; очолював посольства афінян на Істмійські та Олімпійські ігри в 400 році до н. е.), але у 400 до н. е. Анкокідові знову згадали участь у справі про образу містерій. У відповідь на це виголосив промову «Проти звинувачення». Промови Анкокіда відзначалися просто, живою мовою, використовував повсякденну мову. У 399 році до н. е. обирається одним з очільників священної скарбниці.
Тому вирішив відійти від олігархічної партії й перейти на бік демократів. У 391 до н. е. під час Коринфської війни був серед послів до Спарти, що домовлялися про мир. В Афінах він виступив з проектом мирного договору зі Спартою (промова «Про мир з лакедемонянами»). В цій промові вперше серед політиків тогочасної Еллади йдеться про загальногрецький мир. Втім більшість народніх зборів виступило проти пропозицій Андокіда. Проти нього у 390 до н. е. знову висинули звинувачення, присудивши до вигнання, проте незабаром Анкокід помер.